# Sphingonotus wulumuqiensis
Sphingonotus wulumuqiensis är en insektsart som beskrevs av Gong, Y., Z. Zheng och Y. Niu 2005. Sphingonotus wulumuqiensis ingår i släktet Sphingonotus och familjen gräshoppor. Inga underarter finns listade i Catalogue of Life.